# Waitsburg (Washington)
Waitsburg es una ciudad situada en el condado de Walla Walla, estado de Washington, Estados Unidos. Tiene una población estimada, a mediados de 2022, de 1204 habitantes.

## Geografía
La localidad está ubicada en las coordenadas 46°16′11″N 118°09′03″O / 46.26972, -118.15083 (46.269799, -118.150871).

## Demografía
Según el censo de 2000, en ese momento los ingresos medios de los hogares eran de $33,527 y los ingresos medios de las familias eran de $40,865. Los hombres tenían ingresos medios por $31,625 frente a los $21,518 que percibían las mujeres. Los ingresos per cápita para la localidad eran de $16,803. Alrededor del 14.0% de la población estaba por debajo de la línea de pobreza.
De acuerdo con la estimación 2017-2021 de la Oficina del Censo, los ingresos medios de los hogares son de $64,583 y los ingresos medios de las familias son de $56,719. Alrededor del 14.5% de la población está por debajo de la línea de pobreza.